# 블루픽션상
블루픽션상은 대한민국의 출판사인 비룡소에서 2007년 제정한 청소년 문학을 위한 상이다.

## 현황
모집 부문 및 분량 - 13∼18세 청소년이 읽을 수 있는 장편 청소년 소설

응모 자격 - 신인 및 기성 작가

상금 - 상패와 부상 2000만 원

당선작은 수상이 결정된 후 그해 내에 출간. 특전 : 볼로냐 도서전 참관

응모 작품의 마감은 매년 6월 30일(마감일자 소인 유효)을 원칙으로 하며 매년 8월 10일 경, 수상자를 결정하고 비룡소 홈페이지 및 개별 통보

## 역대 수상자
| 연도 | 회수 | 수상작가    | 수상작                | ISBN                   | 장르     |
| ---- | ---- | ----------- | --------------------- | ---------------------- | -------- |
| 2007 | 1회  | 김혜정      | 하이킹 걸즈           | ISBN 978-89-491-2080-5 | 장편소설 |
| 2008 | 2회  | 양호문      | 꼴찌들이 떴다         | ISBN 978-89-491-2084-3 | 장편소설 |
| 2009 | 3회  | 박선희      | 파랑 치타가 달려간다  | ISBN 978-89-491-2094-2 | 장편소설 |
| 2010 | 4회  | 이제미      | 번데기 프로젝트       | ISBN 978-89-491-2301-1 | 장편소설 |
| 2011 | 5회  | 최상희      | 그냥, 컬링            | ISBN 978-89-491-2308-0 | 장편소설 |
| 2012 | 6회  | 이진        | 원더랜드 대모험       | ISBN 978-89-491-2326-4 | 장편소설 |
| 2013 | 7회  | 수상자 없음 |                       |                        |          |
| 2014 | 8회  | 장은선      | 밀레니얼 칠드런       | ISBN 9788949123363     | 장편소설 |
| 2015 | 9회  | 수상자 없음 |                       |                        |          |
| 2016 | 10회 | 박하령      | 반드시 다시 돌아온다  | ISBN 9788949123424     |          |
| 2017 | 11회 | 최현주      | 돌개바람이 휘몰아치고 |                        |          |